# Mauri Antero Numminen

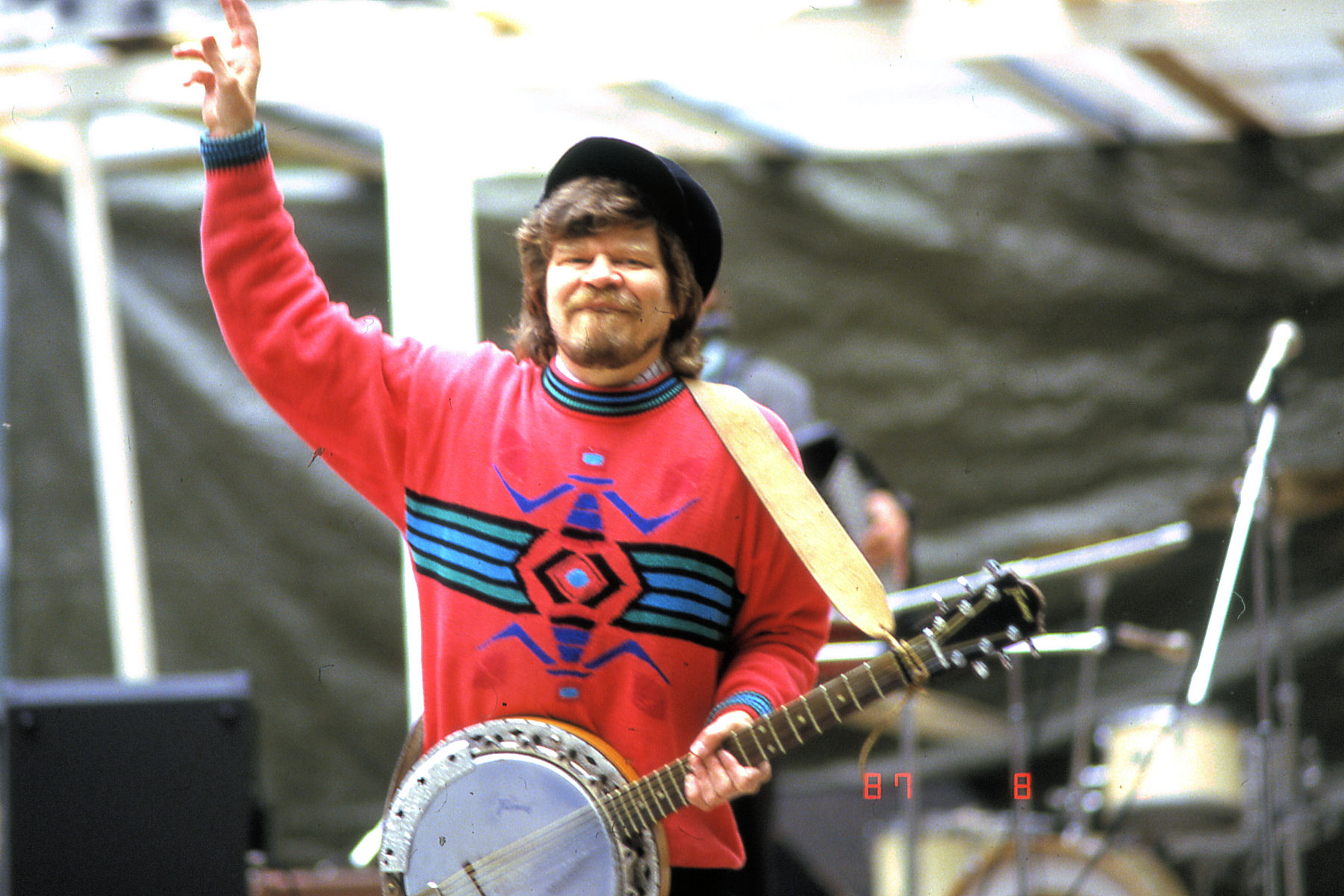
M.A. Numminn, 1987

Mauri Antero Numminen (Somero, 12 de marzo de 1940) es un controvertido artista multidisciplinar finés avantgarde y underground.